# Julia Pollak
Julia Pollak (* 9. Mai 2002 in Ebersberg) ist eine deutsche Fußballspielerin, die aktuell beim Zweitligisten 1. FC Nürnberg unter Vertrag steht.

## Karriere

### Vereine
Pollak begann mit dem Fußballspielen beim Mehrspartenverein TSV 1877 Ebersberg. Im Sommer 2016 wechselte sie zu den B-Juniorinnen des FC Bayern München, für die sie in zwei Spielzeiten 21 Einsätze in der B-Juniorinnen-Bundesliga hatte und dabei vier Tore erzielte. Ihr größter Erfolg in dieser Zeit war der Gewinn der deutschen U-17-Meisterschaft am 17. Juni 2017 durch einen 2:1-Sieg gegen den 1. FFC Turbine Potsdam.
Von 2018 bis 2020 spielte sie für die Zweite Mannschaft in der 2. Bundesliga. Ihr Debüt im Seniorinnenbereich gab sie am 19. August 2019 (1. Spieltag) beim 2:0-Sieg im Heimspiel gegen den SV 67 Weinberg. In ihrer ersten Saison trug sie mit 16 Punktspielen zur Meisterschaft bei, in ihrer zweiten erzielte sie ein Tor in fünf Punktspielen und schloss die Saison mit ihrer Mannschaft als Achtplatzierter ab. Zur Saison 2020/21 rückte sie in die Erste Mannschaft auf. Ihr Bundesligadebüt gab sie am 6. September 2020 (1. Spieltag) beim 6:0-Sieg im Heimspiel gegen den SC Sand mit Einwechslung für Carolin Simon in der 84. Minute.
Auf Leihbasis spielte sie in der Saison 2021/22 für den Bundesligisten Bayer 04 Leverkusen. Am 15. Mai 2022 (22. Spieltag) erzielte sie bei der 1:7-Auswärtsniederlage gegen den VfL Wolfsburg mit dem Treffer zum Endstand in der 74. Minute ihr erstes Bundesligator. Für die Saison 2022/23 wurde sie an den Bundesligaaufsteiger SV Meppen ausgeliehen.
Zur Saison 2023/24 wurde sie vom Bundesliganeuling RB Leipzig verpflichtet und mit einem bis zum 30. Juni 2025 datierten Vertrag ausgestattet. Dieser wurde in der Winterpause der Saison 2024/25 vorzeitig aufgelöst, und Pollak schloss sich dem Zweitligisten 1. FC Nürnberg an.

### Nationalmannschaft
Nachdem sie zuvor in vier Spielen der U-15-Nationalmannschaft eingesetzt worden war, bestritt sie am 6. und 8. November 2017 die mit 3:2 und 3:0 von der U16 gewonnenen Vergleiche mit der Auswahl Dänemarks. In der zweiten Begegnung gelang ihr in der Nachspielzeit der Treffer zum Endstand.
Für die U-17-Nationalmannschaft debütierte sie am 29. November 2017 in Eerikkilä beim 4:1-Sieg über die Auswahl Finnlands. Mit der U17 nahm sie an zwei Europameisterschaften und einer Weltmeisterschaft teil: Bei der vom 9. bis 21. Mai 2018 in Litauen ausgetragenen EM kam sie im Halbfinale und Finale jeweils zum Einsatz; im Endspiel unterlag die deutsche Elf mit 0:2 gegen Spanien. Bei der im Herbst 2018 in Uruguay ausgetragenen WM bestritt sie alle drei Spiele der Gruppenphase, sowie das mit 0:1 verlorene Viertelfinale gegen Kanada. Bei der EM 2019 in Bulgarien erreichte sie mit ihrer Mannschaft das Finale, wo sich die deutsche Auswahl mit 3:2 im Elfmeterschießen gegen die Niederlande durchsetzen konnte und den Titel gewann; dabei verwandelte sie zum zwischenzeitlichen 2:2.

### Erfolge
- Deutscher Meister 2021
- Aufstieg in die Bundesliga 2025
- U-17-Europameister 2019
- Meister der 2. Bundesliga 2019
- Deutscher B-Juniorinnen Meister 2017

## Persönliches
Zum Wintersemester 2024/25 nahm sie ein Studium im Fach Sportwissenschaft an der IST-Hochschule für Management in Düsseldorf auf.